# Десятая Артель
Десятая Артель — посёлок в Бессоновском районе Пензенской области. Входит в состав Бессоновского сельсовета.

## География
Посёлок расположен в центральной части области на расстоянии примерно в 1 километре по прямой к юго-востоку от районного центра Бессоновки.
Часовой пояс
Посёлок Десятая Артель как и вся Пензенская область, находится в часовой зоне МСК (московское время). Смещение применяемого времени относительно UTC составляет +3:00.

## Население
| 2010 |
| ---- |
| 198  |

Национальный состав
Согласно результатам переписи 2002 года, в национальной структуре населения русские составляли 95 % из 176 чел..